# Высшая лига КВН 2002
Сезон Высшей лиги КВН 2002 года — 16-й сезон с возрождения телевизионного КВН в 1986 году.
После того, как в сезоне 2000 подводили итоги XX века с помощью Турнира Десяти, а в сезоне 2001 праздновали 40-летие КВН, было решено назвать сезон 2002 «Просто сезоном». В Высшую лигу были приглашены 15 команд, впервые с 1998 года. На схему это никак не повлияло, но в каждой из игр 1/8-й финала было на одну команду больше обычного. До 2011 года, когда Высшую лигу расширили до двадцати команд, почти во всех сезонах количество участников было 15. Среди команд 2002 года были и полуфиналисты предыдущих сезонов — «УЕздный город»; и команда «95-й квартал», которая после того, как выиграла Высшую украинскую лигу, надеялась на успехи и в Москве; и команда МАМИ, выступавшая в этом сезоне как «Сборная Москвы». В сезон также вернулись три команды, которые последний раз играли в Высшей лиге в XX веке. Пропустив сезон, на очередную попытку пошли «Кубанские казаки», полуфиналисты сезона 1999. Команда «Владикавказские спасатели», в обновлённом составе, была приглашена в Высшую лигу впервые с 1998 года. Также, после двух сезонов вне игры, в Высшую лигу вернулась Сборная Санкт-Петербурга.
Летом 2002 года КВН был вынужден переехать из зала МДМ (в котором проводились все игры Высшей лиги начиная с полуфиналов 1988 года) в Центральный академический театр Российской армии.
В финале сезона встретились команды Москвы, Санкт-Петербурга и Урала. Для москвичей этот финал был первым, как и для уральцев, которые в предыдущих двух сезонах останавливались на полуфинале. Сезон 2002 в этом плане не был исключением, однако на этот раз магнитогорско-челябинскую команду добрал в финал Александр Масляков. В итоге, повторилась история сезона 1999 — Сборная Санкт-Петербурга проиграла в финале команде, которую обыграла в полуфинале. Чемпионом 2002 года стал «УЕздный город».

## Состав
В сезон Высшей лиги 2002 были приглашены пятнадцать команд:
1. Отдел кадров (Норильск)
2. Сборная Астаны (Астана) — чемпионы Северной лиги
3. ТГНГУ (Тюмень) — чемпионы лиги «Поволжье»
4. Опять грузины (Батуми) — участники Открытой украинской лиги
5. Тихий Дон (Шахты — Таганрог) — четвертьфиналисты Открытой украинской лиги
6. Сборная Харькова (Харьков) — полуфиналисты Открытой украинской лиги
7. Армянский проект (Ереван) — финалисты Открытой украинской лиги
8. Парма (Пермь) — чемпионы Первой лиги, выступали под названием «Сборная Перми»
9. 95-й квартал (Кривой Рог) — третий сезон в Высшей лиге, чемпионы Открытой украинской лиги
10. Сборная Москвы «МАМИ» (Москва) — второй сезон в Высшей лиге
11. Сборная Владивостока (Владивосток) — третий сезон в Высшей лиге
12. Владикавказские спасатели (Владикавказ) — третий сезон в Высшей лиге
13. Кубанские казаки (Краснодар) — третий сезон в Высшей лиге
14. УЕздный город (Магнитогорск — Челябинск) — третий сезон в Высшей лиге
15. Сборная Санкт-Петербурга (Санкт-Петербург) — второй сезон в Высшей лиге, первую игру играла под названием «Плаза»

Чемпионом сезона стала команда «УЕздный город».

## Игры

### ⅛ финала
Первая ⅛ финала
- Дата игры: 6 марта
- Тема игры: Просто начало
- Команды: Сборная Перми (Пермь), Тихий Дон (Шахты — Таганрог), Армянский проект (Ереван), 95-й квартал (Кривой Рог), Сборная Москвы «МАМИ» (Москва)
- Жюри: Отар Кушанашвили, Леонид Ярмольник, Игорь Верник, Юлия Меньшова, Антон Комолов, Юлий Гусман
- Конкурсы: Приветствие («Снова в нашем зале…»), Разминка («Упрощённый вариант»), Музыкальный конкурс («В урочный день, в урочный час…»)

| Команда          | Приветствие | Разминка | общий | Муз. конкурс | Итого |
| ---------------- | ----------- | -------- | ----- | ------------ | ----- |
| Сборная Москвы   | 4,3         | 3        | 7,3   | 4,3          | 11,6  |
| 95-й квартал     | 5           | 4,5      | 9,5   | 5            | 14,5  |
| Армянский проект | 4,3         | 3,1      | 7,4   | 4            | 11,4  |
| Тихий Дон        | 3,8         | 3        | 6,8   | 3,8          | 10,6  |
| Сборная Перми    | 4,6         | 3,5      | 8,1   | 4,3          | 12,4  |

Результат игры:
1. 95-й квартал
2. Сборная Перми
3. Сборная Москвы
4. Армянский проект
5. Тихий Дон

- Во время представления команд на этой игре произошла путаница: когда Масляков представил Сборную Москвы на сцену по ошибке вышла команда «95-й квартал». Маслякову пришлось два раза объявлять команду Москвы.
- Участники Сборной Перми Ямур Гильмутдинов, Александр Смирнов и Светлана Пермякова вернулись в Высшую лигу через десять лет после их первого выступления в сезоне 1992 года (в составе команды КВН ПГУ).
- Два участника этой игры стали известными политиками. Капитан команды «95-й квартал» Владимир Зеленский в 2019 году стал президентом Украины, а участник команды «Армянский проект» Айк Марутян в 2018 году стал мэром Еревана.

Вторая ⅛ финала
- Дата игры: 16 марта
- Тема игры: Просто смешно
- Команды: ТГНГУ (Тюмень), Сборная Астаны (Астана), Опять грузины (Батуми), Кубанские казаки (Краснодар), Сборная Санкт-Петербурга (Санкт-Петербург)
- Жюри: Отар Кушанашвили, Леонид Ярмольник, Игорь Верник, Юлия Меньшова, Антон Комолов, Юлий Гусман
- Конкурсы: Приветствие («Апрельские тезисы»), Разминка («Весёлый вопрос, весёлый ответ»), Музыкальный конкурс («Как важно быть серьёзным»)

| Команда               | Приветствие | Разминка | общий | Муз. конкурс | Итого |
| --------------------- | ----------- | -------- | ----- | ------------ | ----- |
| ТГНГУ                 | 4,3         | 4,1      | 8,4   | 4,6          | 13    |
| Опять грузины         | 3,6         | 3,5      | 7,1   | 3,3          | 10,4  |
| Сборная Астаны        | 4,3         | 4,5      | 8,8   | 3,8          | 12,6  |
| Кубанские казаки      | 4,5         | 5,3      | 9,8   | 4            | 13,8  |
| Сборная С.-Петербурга | 5           | 5,1      | 10,1  | 5            | 15,1  |

Результат игры:
1. Сборная Санкт-Петербурга
2. Кубанские казаки
3. ТГНГУ
4. Сборная Астаны
5. Опять грузины

- На этой игре Сборная Санкт-Петербурга показала музыкальный конкурс «Подстаканники».

Третья ⅛ финала
Дата игры: 23 марта
- Тема игры: Просто весна
- Команды: Отдел кадров (Норильск), Сборная Харькова (Харьков), Владикавказские спасатели (Владикавказ), Сборная Владивостока (Владивосток), УЕздный город (Магнитогорск — Челябинск)
- Жюри: Отар Кушанашвили, Леонид Ярмольник, Юлия Меньшова, Антон Комолов, Юлий Гусман
- Конкурсы: Приветствие («Грачи прилетели»), Разминка («Ближе к весне»), Музыкальный конкурс («Виновата весна»)

| Команда              | Приветствие | Разминка | общий | Муз. конкурс | Итого |
| -------------------- | ----------- | -------- | ----- | ------------ | ----- |
| Отдел кадров         | 4           | 3,8      | 7,8   | 4            | 11,8  |
| Влад. спасатели      | 5           | 4,8      | 9,8   | 3,8          | 13,6  |
| Сборная Харькова     | 4           | 3,8      | 7,8   | 3,6          | 11,4  |
| Сборная Владивостока | 5           | 5,6      | 10,6  | 5            | 15,6  |
| УЕздный город        | 5           | 5        | 10    | 4,8          | 14,8  |

Результат игры:
1. Сборная Владивостока
2. УЕздный город
3. Владикавказские спасатели
4. Отдел кадров
5. Сборная Харькова

- В конкурсе приветствие за команду «УЕздный город» вышел участник реалити-шоу «Последний герой» Александр Целованский.
- На этой игре Сборная Владивостока показала музыкальный конкурс «Неуловимые мстители».

Решением жюри дополнительно в четвертьфинал взята Сборная Москвы «МАМИ» (1-я игра).
Судьбу ещё одной команды решало телефонное голосование. Больше всего голосов получила команда ТГНГУ (2-я игра).

### Четвертьфиналы
Первый четвертьфинал
Дата игры: 16 мая
- Тема игры: Просто дорога
- Команды: Сборная Москвы «МАМИ» (Москва), Кубанские казаки (Краснодар), 95-й квартал (Кривой Рог), Сборная Владивостока (Владивосток)
- Жюри: Леонид Ярмольник, Антон Комолов, Игорь Верник, Леонид Парфёнов, Юлий Гусман
- Конкурсы: Приветствие («Труба зовёт»), Разминка («Крутой вираж»), СТЭМ («Остановка по требованию»), Музыкальный конкурс («Ничего на свете лучше нету…»)

| Команда              | Приветствие | Разминка | общий | СТЭМ | общий | Муз. конкурс | Итого |
| -------------------- | ----------- | -------- | ----- | ---- | ----- | ------------ | ----- |
| Сборная Москвы       | 4,2         | 4,8      | 9     | 4    | 13    | 5            | 18    |
| Сборная Владивостока | 4,2         | 3,8      | 8     | 3,4  | 11,4  | 4,2          | 15,6  |
| Кубанские казаки     | 4           | 3,8      | 7,8   | 3    | 10,8  | 4            | 14,8  |
| 95-й квартал         | 5           | 3,8      | 8,8   | 4    | 12,8  | 5            | 17,8  |

Результат игры:
1. Сборная Москвы
2. 95-й квартал
3. Сборная Владивостока
4. Кубанские казаки

- На этой игре Сборная Москвы показала СТЭМ про охранника банка, а «95-й квартал» — СТЭМ о мануальном терапевте и актёре.

Второй четвертьфинал
Дата игры: 30 мая
- Тема игры: Просто лето
- Команды: ТГНГУ (Тюмень), Сборная Перми (Пермь), УЕздный город (Магнитогорск — Челябинск), Сборная Санкт-Петербурга (Санкт-Петербург)
- Жюри: Валдис Пельш, Игорь Верник, Леонид Ярмольник, Константин Эрнст, Антон Комолов, Юлий Гусман
- Конкурсы: Приветствие («Из жизни отдыхающих»), Разминка («Летний вариант»), СТЭМ («Каникулы в Простоквашино»), Музыкальный конкурс («Сон в летнюю ночь»)

| Команда               | Приветствие | Разминка | общий | СТЭМ | общий | Муз. конкурс | Итого |
| --------------------- | ----------- | -------- | ----- | ---- | ----- | ------------ | ----- |
| ТГНГУ                 | 4           | 3,1      | 7,1   | 3    | 10,1  | 5            | 15,1  |
| Сборная С.-Петербурга | 4,8         | 3,5      | 8,3   | 3,8  | 12,1  | 4,8          | 16,9  |
| Сборная Перми         | 4,6         | 3,6      | 8,2   | 3,3  | 11,5  | 4,8          | 16,3  |
| УЕздный город         | 4,8         | 3,5      | 8,3   | 4    | 12,3  | 4,8          | 17,1  |

Результат игры:
1. УЕздный город
2. Сборная Санкт-Петербурга
3. Сборная Перми
4. ТГНГУ

- На этой игре «УЕздный город» показали СТЭМ «Перетягивание каната».
- В конце игры Масляков пригласил команду ТГНГУ принять участие в фестивале Голосящий КиВиН 2002.
- Эта игра была последней в МДМ.
- На этой игре прозвучала «Песня о русских женщинах» (на мотив «Belle» из мюзикла Нотр-Дам де Пари), спетая Сборной Санкт-Петербурга. В номере была задействованы сидящие в зале журналистка Анна Прохорова и актриса Клара Лучко.

### Полуфиналы
Первый полуфинал
Дата игры: 12 октября
- Тема игры: От простого к сложному
- Команды: 95-й квартал (Кривой Рог), Сборная Москвы «МАМИ» (Москва)
- Жюри: Владимир Довгань, Сергей Шолохов, Леонид Ярмольник, Константин Эрнст, Антон Комолов, Юлий Гусман
- Конкурсы: Приветствие («Всё гениальное — просто!»), Разминка («Безвыходная ситуация»), СТЭМ («Не всё так просто»), Музыкальное домашнее задание («Часто простое кажется сложным»)

| Команда        | Приветствие | Разминка | общий | СТЭМ | общий | МДЗ | Итого |
| -------------- | ----------- | -------- | ----- | ---- | ----- | --- | ----- |
| Сборная Москвы | 4           | 3,5      | 7,5   | 5    | 12,5  | 7   | 19,5  |
| 95-й квартал   | 4,6         | 3,5      | 8,1   | 3,1  | 11,2  | 6   | 17,2  |

Результат игры:
1. Сборная Москвы
2. 95-й квартал

- На этой игре Сборная Москвы показала СТЭМ «директор Пушкина»[2].
- Финальную песню в своём домашнем задании Сборная Москвы исполнила вместе со Светланой Светиковой.
- Эта игра была первой в зале ЦАТРА.

Второй полуфинал
Дата игры: 19 октября
- Тема игры: Мир не прост
- Команды: УЕздный город (Магнитогорск — Челябинск), Сборная Санкт-Петербурга (Санкт-Петербург)
- Жюри: Владимир Довгань, Максим Галкин, Андрей Макаревич, Константин Эрнст, Антон Комолов, Юлий Гусман
- Конкурсы: Приветствие («Мир не прост»), Разминка («Гордиев узел»), СТЭМ («Умники и умницы»), Музыкальное домашнее задание («Формула успеха»)

| Команда               | Приветствие | Разминка | общий | СТЭМ | общий | МДЗ | Итого |
| --------------------- | ----------- | -------- | ----- | ---- | ----- | --- | ----- |
| УЕздный город         | 5           | 5,5      | 10,5  | 3,5  | 14    | 6,1 | 20,1  |
| Сборная С.-Петербурга | 4,5         | 4,6      | 9,1   | 4,5  | 13,6  | 7   | 20,6  |

Результат игры:
1. Сборная Санкт-Петербурга
2. УЕздный город

- Домашним заданием Сборной Санкт-Петербурга на этой игре был номер «Плохое радио»[3].
- В конце своего домашнего задания участники команды «УЕздный город» играли на музыкальных инструментах, на которых научились играть всего лишь за несколько недель до игры.
- На данный момент, это последняя игра Высшей лиги с участием двух команд.

Дополнительно в финал решением Президента МС КВН была взята команда КВН УЕздный город. Она начинала финальную игру с пассивом −0,2 балла.

### Финал
Дата игры: 20 декабря
- Тема игры: Просто праздник какой-то!
- Команды: Сборная Москвы «МАМИ» (Москва), Сборная Санкт-Петербурга (Санкт-Петербург), УЕздный город (Магнитогорск — Челябинск)
- Жюри: Пётр Авен, Леонид Ярмольник, Олег Толкачёв, Андрей Макаревич, Константин Эрнст, Александр Починок, Сергей Шолохов, Антон Комолов
- Конкурсы: Разминка («Команды разминаются»), Приветствие («Парадный выход»), БРИЗ («Новогоднее чудачество»), Музыкальное домашнее задание («Веселится и ликует весь народ»)

| Команда               | «Штраф» | Разминка | минус штраф | Приветствие | общий | БРИЗ | общий | МДЗ | Итого |
| --------------------- | ------- | -------- | ----------- | ----------- | ----- | ---- | ----- | --- | ----- |
| Сборная Москвы        | 0       | 4,6      | 4,6         | 4,7         | 9,3   | 3,5  | 12,8  | 6,1 | 18,9  |
| Сборная С.-Петербурга | 0       | 4,5      | 4,5         | 4,7         | 9,2   | 3,2  | 12,4  | 6,7 | 19,1  |
| УЕздный город         | -0,2    | 5,5      | 5,3         | 4,8         | 10,1  | 3,8  | 13,9  | 6,5 | 20,4  |

Результат игры:
1. УЕздный город
2. Сборная Санкт-Петербурга
3. Сборная Москвы

«УЕздный город» стали чемпионами Высшей лиги сезона 2002.
- Игра, неожиданно для команд, началась с разминки.
- Сборная Санкт-Петербурга показала на этой игре домашнее задание «Укус зайца».
- Из-за того, что в игре участвовали команды Москвы, Санкт-Петербурга и «уездного города», она рассматривалась как некое «дерби» между двумя столицами и «провинцией». На игре было много шуток на эту тему, а в жюри были приглашены представители от каждой из сторон: Толкачёв от Москвы, Шолохов от Санкт-Петербурга, Починок от Урала.
- Второй раз чемпионом стала команда, уступившая Сборной Санкт-Петербурга в полуфинале, но приглашённая в финал президентским решением (в 1999 году этой командой была БГУ).
- Впервые финалистам и чемпионам были вручены медали (бронзовые, серебряные и золотые).

## Члены жюри
В сезоне 2002 игры Высшей лиги КВН судили 16 человек.
8 игр
- Антон Комолов

7 игр
- Юлий Гусман
- Леонид Ярмольник

4 игры
- Игорь Верник
- Константин Эрнст

3 игры
- Отар Кушанашвили
- Юлия Меньшова

2 игры
- Владимир Довгань
- Андрей Макаревич
- Сергей Шолохов

1 игра
- Пётр Авен
- Максим Галкин
- Леонид Парфёнов
- Валдис Пельш
- Александр Починок
- Олег Толкачёв

## Видео
- Первая 1/8-я финала
- Вторая 1/8-я финала
- Третья 1/8-я финала
- Первый четвертьфинал
- Второй четвертьфинал
- Первый полуфинал
- Второй полуфинал
- Финал